# Свазиленд на летних Олимпийских играх 1984
Свазиленд принимал участие в Летних Олимпийских играх 1984 года в Лос-Анджелесе (США) после двенадцатилетнего перерыва, во второй раз за свою историю, но не завоевал ни одной медали.